# ニューヨークのニューラジオ
『ニューヨークのニューラジオ』は、お笑いコンビ・ニューヨークがパーソナリティを務めるラジオ番組。YouTubeのニューヨーク・オフィシャルチャンネル内で放送している。

## 概要
2019年1月27日、ニューヨークのオフィシャルYouTubeチャンネルが開設されたことにあわせて配信開始。
2017年3月に『ニューヨークのオールナイトニッポン0(ZERO)』（ニッポン放送）が終了し、「レギュラーが無ければ作ってしまおう」ということで、生配信を始めることとなった。
地上波のラジオ番組のCMの様に、放送中2回ほど休憩動画が挟まれる事になっており、リスナーが送ってきてくれたものや、スタッフが撮影したニューヨークのYouTubeの宣伝動画が流されている。
この番組をきっかけに、『ダイタクのニューラジオ』や『オズワルドのニューラジオ』などのニューラジオをブランドとする番組が誕生した。
2020年12月31日には、TBSラジオにて特別番組『ニューヨークのニューラジオ inラジオ』が放送された。
2021年6月に発表された「リスナーが本気で選んだラジオ番組最強番付2021」ネットラジオ部門で1位を獲得した。
2022年3月28日より、音声配信アプリ「stand.fm」にて、アーカイブを配信開始。

## パーソナリティ
- ニューヨーク（嶋佐和也、屋敷裕政）

## 放送時間
- 毎週日曜日 22:00 - 23:30

## コーナー

### 現在のコーナー
ニューヨークが話しそうにないトークテーマ
エンディング前に行われるコーナー。毎週一人一通まで、ニューヨークがフリートーク内では話しそうにないトークテーマを送ってもらう。毎週3通が採用され、その中から一番盛り上がったトークテーマを送ったリスナーはグッズを貰うことができる。

### 終了したコーナー
ダサいなぁ
屋敷の口ぐせである「ダサいなぁ」を思わず言ってしまいたくなる物事を募集する。
ベネットの質問箱
『ニューラジオ』のヤバいスタッフで元ハガキ職人“ベネットは静かに暮らしたい”への質問を募集。それに対してベネット本人が直接回答する。
Dear Woman
ニューヨークが愛してやまない「女性へ」のメッセージを募集する。
獣神相談ライガー
『ニューヨークのオールナイトニッポン0(ZERO)』から引き継がれたコーナー。ライガーさんに相談したい悩みを募集する。ライガーさんが登場している間はなぜか嶋佐がいない。
嶋佐のインスタモノマネクイズ
嶋佐がインスタグラム内で投稿している「インスタものまね」をクイズ形式にしたコーナー。チャットで回答を募集し、正解したリスナーはグッズを貰うことができる。

## スタッフ
- 構成：奥田泰、チェ・ひろし、金井一樹、 齋藤亮